# Liste der Baudenkmäler in Roding

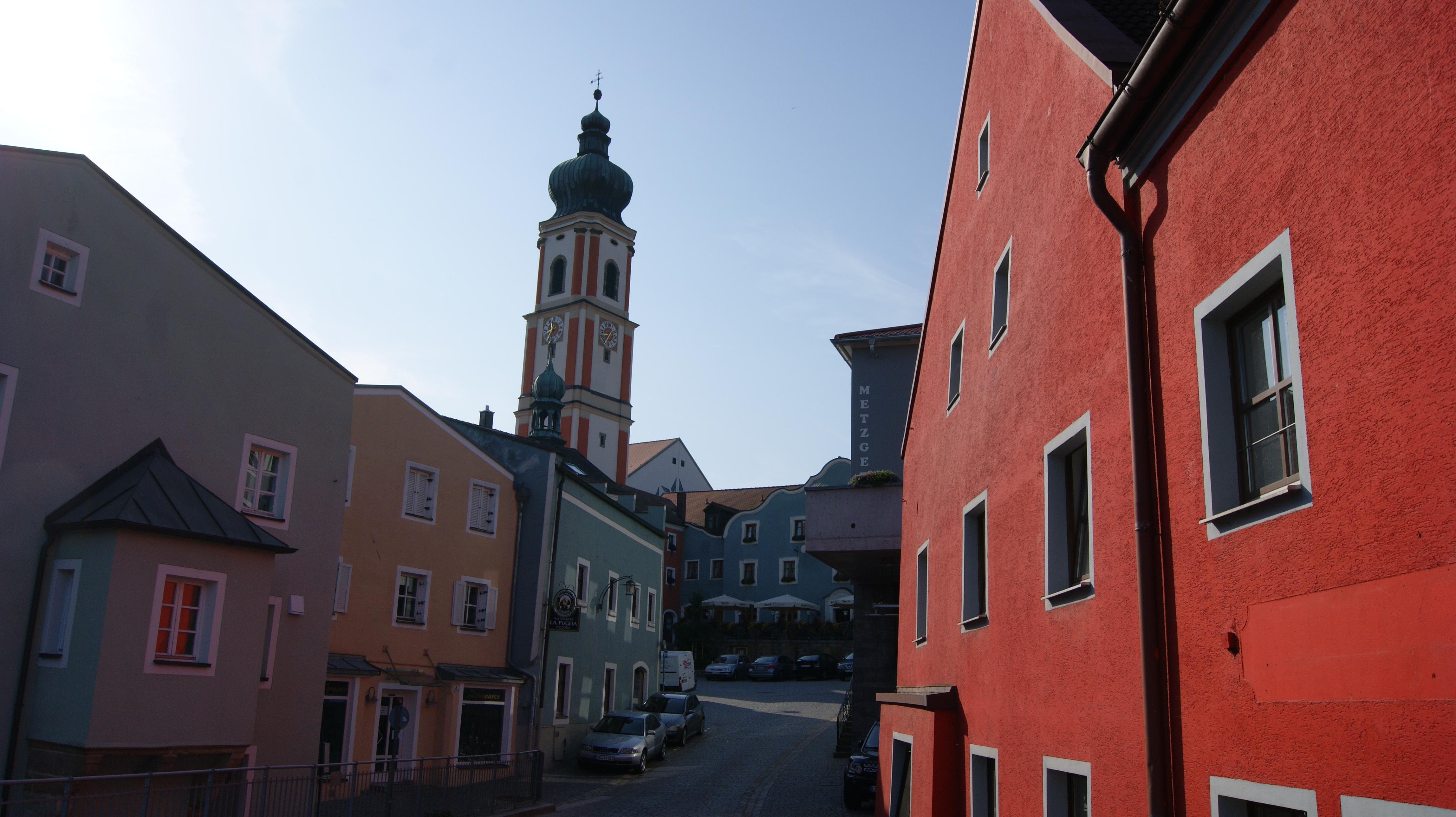
Altstadt von Roding

Auf dieser Seite sind die Baudenkmäler in der Oberpfälzer Stadt Roding zusammengestellt. Diese Tabelle ist eine Teilliste der Liste der Baudenkmäler in Bayern. Grundlage ist die Bayerische Denkmalliste, die auf Basis des Bayerischen Denkmalschutzgesetzes vom 1. Oktober 1973 erstmals erstellt wurde und seither durch das Bayerische Landesamt für Denkmalpflege geführt wird. Die folgenden Angaben ersetzen nicht die rechtsverbindliche Auskunft der Denkmalschutzbehörde.

## Ensembles

### Ensemble Marktplatz und Brückenkopf

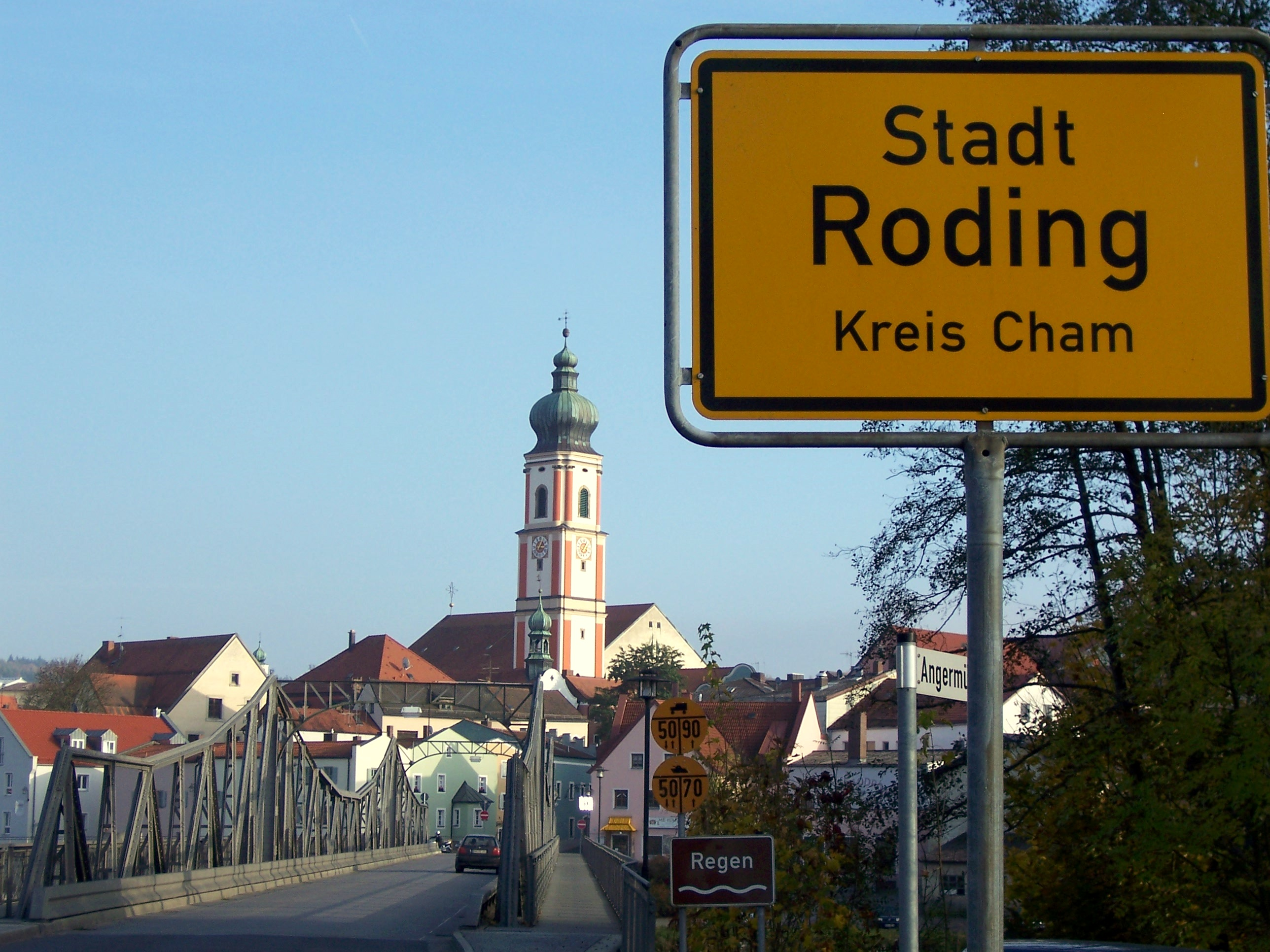

Der unregelmäßige Grundriss des kleinen, nach Süden steil ansteigenden Marktplatzes ergibt sich aus dem Zusammentreffen dreier alter Handelswege am südlichen Brückenkopf des Überganges über den Regen-Fluss. Die Siedlung Roding, vielleicht aus einem karolingischen Königshof hervorgegangen, wird 844 erstmals genannt; 896 ist sie als Kirchort und Platz einer königlichen Kapelle bezeichnet. 
Der Marktplatz ist Mittelpunkt des Marktortes, zu dem sich Roding im 13. Jahrhundert entfaltet hatte. Beherrschender Bau ist das auf das 17. Jahrhundert zurückgehende Rathaus, dessen zwei Flügel sich dem ansteigenden Gelände angleichen und hinter dem der barocke Turm der 1959 neuerbauten Stadtpfarrkirche aufragt. Südwestlich fassen gestaffelte, breitgelagerte Bürgerhäuser den ansteigenden Teil des Platzes ein, Giebelbauten des 17./18. Jahrhunderts mit Flachsatteldächern, zum Teil mit Vorschuss- und Schweifgiebeln. 
Im unteren Teil des Marktes bilden besonders das dem 16. Jahrhundert entstammende Haus Nr. 9 mit seinem Zinnengiebel und der barocke Pfarrhof Nr. 13 eindrucksvolle Begrenzungen des Platzbildes.
Aktennummer: E-3-72-153-1

## Baudenkmäler nach Ortsteilen

### Roding
| Lage                                  | Objekt                                                                | Beschreibung | Akten-Nr.     | Bild                                    |
| ------------------------------------- | --------------------------------------------------------------------- | --- | ------------- | --------------------------------------- |
| An der Brücke 4 (Standort)            | Wohnhaus                                                              | Dreigeschossiger und giebelständiger Flachsatteldachbau mit Vorschussmauer und Erker, 16. Jahrhundert | D-3-72-153-2  | Wohnhaus                                |
| Bäckergasse 2 (Standort)              | Wohnhaus                                                              | Dreigeschossiger und traufständiger Pultdachbau mit Kastenerker in Fachwerk, 17./18. Jahrhundert | D-3-72-153-4  | BW                                      |
| Bäckergasse 4 (Standort)              | Wohnhaus                                                              | Wohnhaus, zweigeschossiger und giebelständiger Krüppelwalmdachbau mit seitlicher Galerie, 18. Jahrhundert, im Kern älter. | D-3-72-153-5  | BW                                      |
| Bäckergasse 5 ()                      | Gasthaus                                                              | Zweigeschossiger und giebelständiger Flachsatteldachbau mit Treppengiebel und spitzbogiger Tür, im Kern 16. Jahrhundert | D-3-72-153-6  |                                         |
| Berggasse 4; Bäckergasse 1 ()         | Wohnhaus                                                              | Zweigeschossiger und giebelständiger Satteldachbau mit gekrümmter Fassade, 17./18. Jahrhundert | D-3-72-153-3  |                                         |
| Brauhausgasse 4 ()                    | Ehemalige Weißbierbrauerei                                            | Östlich zweigeschossiger und giebelständiger Flachsatteldachbau mit Schweifgiebel und rundbogigem Portal, bezeichnet mit 1575, Giebel barock; Westlich dreigeschossiger und giebelständiger Flachsatteldachbau mit Treppengiebel und Pultdachanbau, wohl 16./17. Jahrhundert; Mit Resten der Stadtmauer | D-3-72-153-7  |                                         |
| Brauhausgasse 4; Schulstraße 17 ()    | Stadtmauer                                                            | Reststücke bei Brauhausgasse 4, Schulstraße 17 bzw. Regenstraße 4, Bruchsteinmauer mit halbrund vortretendem Wehrturm, 14. Jahrhundert | D-3-72-153-35 |                                         |
| Chamer Straße 6 ()                    | Wohnhaus                                                              | Zweigeschossiger, gestelzter und giebelständiger Flachsatteldachbau mit Standerker, 17. Jahrhundert | D-3-72-153-9  |                                         |
| Chamer Straße 8 ()                    | Wohnhaus, ehemals Nebengebäude des Brauereigasthofes Chamer Straße 10 | Zweigeschossiger und giebelständiger Satteldachbau mit Kniestock, wohl Anfang 19. Jahrhundert | D-3-72-153-98 |                                         |
| Chamer Straße 10; Schulstraße 25 ()   | Ehemaliger Brauereigasthof                                            | Zweigeschossiger und giebelständiger Flachsatteldachbau, 1884, im Kern 1595; Ausstattung der Gaststuben im Heimatstil um 1920 | D-3-72-153-10 |                                         |
| Chamer Straße 15 ()                   | Wohnhaus                                                              | Zweigeschossiger und traufständiger Flachsatteldachbau auf hohem Kellergeschoss, Putzgliederung der Fassade und erkerartige Ausbauten am geschweiften Westgiebel, wohl 17. Jahrhundert, Fassadengestaltung neubarock, um 1900 | D-3-72-153-11 |                                         |
| Falkensteiner Straße 7a ()            | Kelleranlage mit Tonnengewölbe                                        | Vor 19. Jahrhundert; unter dem Nebengebäude der Brauerei | D-3-72-153-37 |                                         |
| Kirchplatz 1 ()                       | Turm der ehemaligen barocken Stadtpfarrkirche                         | Viergeschossiger Bau mit Pilastergliederung und Zwiebelhaube und Laterne, 1755–58 von Kaspar Hecht und Hans Heimerl | D-3-72-153-16 | weitere Bilder                          |
| Kirchplatz 2 (Standort)               | Josephikapelle                                                        | Doppelgeschossiger Rundbau mit Dachreiter mit Zwiebelhaube, Untergeschoss 8./9. Jahrhundert, Obergeschoss 2. Hälfte 13. Jahrhundert, Umbauten im 17. /18. Jahrhundert, Dachreiter 1769; Annakapelle, traufständiger Flachsatteldachbau, 16. Jahrhundert, erneuert in der 2. Hälfte 17. Jahrhundert; an die Josephikapelle angebaut | D-3-72-153-15 | weitere Bilder                          |
| Königspergerstraße 1 (Standort)       | Wohnhaus                                                              | Dreigeschossiger und giebelständiger Flachsatteldachbau mit Treppengiebel, im Kern 16./17. Jahrhundert | D-3-72-153-17 | BW                                      |
| Königspergerstraße 5 (Standort)       | Ehemalige Fronfeste                                                   | Dreigeschossiger und traufständiger Flachsatteldachbau mit Treppengiebel, im Kern 17. Jahrhundert, Ausbau Ende 19. Jahrhundert, An der Rückseite Teil der Stadtmauer | D-3-72-153-18 | BW                                      |
| Landgerichtstraße 13 (Standort)       | Ehemaliges Bezirksamt, vormals Meierhof                               | Zweigeschossiger und traufständiger Halbwalmdachbau mit Inschrifttafel und Prellstein, vor 1785 | D-3-72-153-19 | Ehemaliges Bezirksamt, vormals Meierhof |
| Marktplatz 2 (Standort)               | Bürgerhaus                                                            | Zweigeschossiger und giebelständiger Flachsatteldachbau mit gekrümmter Front, 18. Jahrhundert | D-3-72-153-21 | Bürgerhaus                              |
| Marktplatz 4 (Standort)               | Gasthaus                                                              | Zweigeschossiger und traufständiger Satteldachbau mit Kniestock und Hofeinfahrt, 2. Hälfte 18. Jahrhundert | D-3-72-153-22 | BW                                      |
| Marktplatz 5 (Standort)               | Gasthaus                                                              | Zweigeschossiger, gestelzter und giebelständiger Flachsatteldachbau mit Vorschussgiebel und gewölbter Durchfahrt, 16./17. Jahrhundert | D-3-72-153-23 | BW                                      |
| Marktplatz 6 (Standort)               | Gasthaus                                                              | Zweigeschossiger und giebelständiger Flachsatteldachbau mit Schweifgiebel, geohrten Rahmungen und Eckerker, modern bezeichnet mit 1542, Fassade neubarock, um 1900 | D-3-72-153-24 | BW                                      |
| Marktplatz 8 (Standort)               | Rathaus                                                               | Zweiflügelanlage auf verschiedenem Niveau, nördlich zweigeschossiger und giebelständiger Mansarddachbau mit Schweifgiebel und Dachreiter mit Zwiebelhaube, nach 1755, im Kern 1660, südlich dreigeschossiger und traufständiger Satteldachbau mit Tordurchfahrt der ehemaligen Friedhofbefestigung, im Kern 1660; Prangerstein mit profilierter Standplatte, wohl 17. Jahrhundert; Fassadenfigur der Justitia, barock, wohl 17. Jahrhundert | D-3-72-153-25 | weitere Bilder                          |
| Marktplatz 9 (Standort)               | Gasthaus                                                              | Zweigeschossiger und giebelständiger Flachsatteldachbau mit Vorschussmauer und Zinnen, im Kern 16. Jahrhundert | D-3-72-153-26 | BW                                      |
| Marktplatz 13 ()                      | Pfarrhof                                                              | Zweigeschossiger Mansardwalmdachbau, nach 1755 | D-3-72-153-27 |                                         |
| Nähe Brunnenplatz ()                  | Johannesbrunnenkapelle oder Mooskapelle                               | Zweigeschossiger Satteldachbau mit rundbogigem Eingang und Putzgliederungen, wohl 1773 über einer Quelle an der ehemaligen Stadtmauer errichtet, erneuert 1902; mit Ausstattung | D-3-72-153-8  |                                         |
| Nähe Petermühlweg; Petermühlweg 11 () | Sogenannte Petermühle, Mühlenbau                                      | Zweigeschossiger und traufständiger Satteldachbau, um 1900, Ausbau um 1925; mit Ausstattung; Zugehöriges Wohnstallhaus, zweigeschossiger und giebelständiger Schopfwalmdachbau, 17./18. Jahrhundert, im Kern älter, Umbau um 1925 | D-3-72-153-32 |                                         |
| Nähe Regensburger Straße ()           | Sebastianikapelle                                                     | Giebelständiger offener Satteldachbau mit Schweifgiebel und Giebeldachreiter mit Zwiebelhaube, 1713; Peststein mit Kreuzrelief, Granit, wohl 17. Jahrhundert | D-3-72-153-33 | Sebastianikapelle                       |
| Oberer Markt 2 ()                     | Wohnhaus                                                              | Zweigeschossiger, einachsiger und giebelständiger Mansarddachbau mit Schweifgiebel, nach 1755 | D-3-72-153-28 | weitere Bilder                          |
| Oberer Markt 7 ()                     | Sogenannter Fellerturm, ehemaliger Wehrturm                           | Dreigeschossiger und giebelständiger Satteldachbau, mittelalterlich, zu Wohnzwecken ausgebaut | D-3-72-153-29 |                                         |
| Oberer Markt 9 ()                     | Wohnhaus                                                              | Zweigeschossiger und giebelständiger Flachsatteldachbau, 17./18. Jahrhundert | D-3-72-153-31 |                                         |

### Angermühl
| Lage                   | Objekt                         | Beschreibung | Akten-Nr.     | Bild |
| ---------------------- | ------------------------------ | --- | ------------- | ---- |
| Angermühl 1 (Standort) | Mühlenwohnhaus                 | Zweigeschossiger und giebelständiger Satteldachbau mit Treppengiebeln und zweiläufiger Vortreppe, bezeichnet mit 1843; Scheune, massiver Satteldachbau (ursprünglich Krüppelwalmdach) mit verschaltem Giebel, 18. Jahrhundert | D-3-72-153-41 | BW   |
| Hauptstraße (Standort) | Figur des hl. Johannes Nepomuk | Auf Sockel und gestufter Basis, barock, 18. Jahrhundert | D-3-72-153-42 | BW   |

### Eppenhof
| Lage                  | Objekt               | Beschreibung | Akten-Nr.     | Bild |
| --------------------- | -------------------- | --- | ------------- | ---- |
| Eppenhof 1 (Standort) | Hofkapelle St. Maria | Giebelständiger Satteldachbau mit Giebelfassade und Gewölbe, klassizistisch, 1832, 1920 erweitert; mit Ausstattung | D-3-72-153-43 | BW   |

### Fronau
| Lage                                                    | Objekt                                      | Beschreibung | Akten-Nr.     | Bild                                        |
| ------------------------------------------------------- | ------------------------------------------- | --- | ------------- | ------------------------------------------- |
| Neukirchener Straße 2 (Standort)                        | Ehemaliges Schulhaus, seit 1968 Schulmuseum | Eineinhalbgeschossiger und traufständiger Blockbau mit Flachsatteldach, Legschindeldeckung und Seitenschrot, um 1756; auf der Friedhofsmauer aufsitzend | D-3-72-153-44 | Ehemaliges Schulhaus, seit 1968 Schulmuseum |
| Neukirchener Straße 4; Neukirchener Straße 2 (Standort) | Katholische Filialkirche St. Stephan        | Traufständiger Saalbau mit Satteldach und Chorturm mit Zwiebelhaube, romanisch, 12. Jahrhundert, Langhaus in der 2. Hälfte 15. Jahrhundert erweitert, Turmobergeschoss 18. Jahrhundert; mit Ausstattung; Friedhofsummauerung, Bruchsteinmauer, mittelalterliche Reststücke | D-3-72-153-45 | BW                                          |

### Grub
| Lage              | Objekt     | Beschreibung                                                                          | Akten-Nr.     | Bild |
| ----------------- | ---------- | ------------------------------------------------------------------------------------- | ------------- | ---- |
| Grub 2 (Standort) | Hofkapelle | Offenes Gehäuse mit abgewalmtem Satteldach, wohl 18. Jahrhundert, Inschrifttafel 1723 | D-3-72-153-46 | BW   |

### Heilbrünnl
| Lage                                                                      | Objekt                                                    | Beschreibung | Akten-Nr.     | Bild           |
| ------------------------------------------------------------------------- | --------------------------------------------------------- | --- | ------------- | -------------- |
| Heilbrünnl 1; Heilbrünnlweg; Mitterdorfer Straße; Heilbrünnl 2 (Standort) | Katholische Neben- und Wallfahrtskirche Unsere Liebe Frau | Saalbau mit eingezogenem Chor, Walmdach und Chorturm mit Zwiebelhaube und Pilastergliederungen, spätbarock, 1730; mit Ausstattung; Eremitenwohnung, zweigeschossiger Walmdachbau an der Kirche, 1749; Mariengrotte mit zugehöriger Sitzbank, Tuffstein, 2. Hälfte 19. Jahrhundert; 14 Kreuzwegstationen, Achteckpfeiler mit Tabernakelaufsatz und Gusseisentafeln, errichtet 1778, Tafel 2. Hälfte 19. Jahrhundert; Kruzifix, Viernageltypus mit Maria auf Inschriftsockel, Figuren Gusseisen, bezeichnet mit 1876 | D-3-72-153-47 | weitere Bilder |

### Kalsing
| Lage                  | Objekt                                   | Beschreibung | Akten-Nr.     | Bild           |
| --------------------- | ---------------------------------------- | --- | ------------- | -------------- |
| Kalsing 14 (Standort) | Katholische Nebenkirche St. Bartholomäus | Traufständiger Saalbau mit abgewalmtem Satteldach, verschindeltem Dachreiter mit Zwiebelhaube, kleiner Apsis und Vorzeichen mit profiliertem Spitzbogenportal, spätromanisch, 12. Jahrhundert, Umbauten im 14. Jahrhundert, Fenster und Dachreiter 17./18. Jahrhundert; mit Ausstattung | D-3-72-153-48 | weitere Bilder |

### Mitterdorf
| Lage                      | Objekt   | Beschreibung                                                                                             | Akten-Nr.     | Bild |
| ------------------------- | -------- | --- | ------------- | ---- |
| Hauptstraße (Standort)    | Marterl  | Pfeiler mit Tabernakelaufsatz und Bildnische, Sandstein, 18./19. Jahrhundert, Marienbild erneuert        | D-3-72-153-97 | BW   |
| Hauptstraße 21 (Standort) | Forstamt | Zweigeschossiger und traufständiger Satteldachbau mit segmentbogigen Fenstern, 1. Hälfte 19. Jahrhundert | D-3-72-153-49 | BW   |

### Neubäu
| Lage                                   | Objekt                                                              | Beschreibung | Akten-Nr.      | Bild           |
| -------------------------------------- | ------------------------------------------------------------------- | --- | -------------- | -------------- |
| Bierkellerweg 6 ()                     | Keller, ehemaliger Lager- und Sommerkeller einer Brauerei in Neubäu | Zwei tonnengewölbte Räume aus Bruchsteinen, mit gewölbtem Kellerhals und steinernen Türgewänden, 1868                                                                                     | D-3-72-153-104 |                |
| Kaiserlohe; Schmid ()                  | Findlingsstein                                                      | Mit eingemeißelten Schriftzeichen, Granit, wohl frühmittelalterlich | D-3-72-153-51  |                |
| Pfarrer-Müllbauer-Straße 31 (Standort) | Katholische Pfarrkuratiekirche Mariä Namen                          | Traufständiger und kreuzförmiger Saalbau mit Satteldach, eingezogener Apsis und Fassadenturm mit Spitzdach, Sichtquaderbau, neuromanisch, 1901 von Johann Baptist Schott; mit Ausstattung | D-3-72-153-50  | weitere Bilder |

### Obertrübenbach
| Lage                           | Objekt                                                                       | Beschreibung | Akten-Nr.      | Bild                                                                         |
| ------------------------------ | ---------------------------------------------------------------------------- | --- | -------------- | ---------------------------------------------------------------------------- |
| Alter Kirchweg 2 (Standort)    | Ehemalige katholische Filialkirche St. Peter und Paul, seit 1962 Leichenhaus | Saalbau mit Satteldach, eingezogener Apsis mit Walmdach und verschindeltem Dachreiter mit Zwiebelhaube, verputztes Granitquadermauerwerk, romanisch, 2. Hälfte 12. Jahrhundert, Chor gotisch, Dachreiter 18. Jahrhundert; Ursprüngliche Turmkapelle mit profan genutztem Obergeschoss | D-3-72-153-56  | Ehemalige katholische Filialkirche St. Peter und Paul, seit 1962 Leichenhaus |
| Prombacher Straße 8 (Standort) | Kath. Filialkirche St. Petrus und Paulus                                     | verputzter Saalbau mit eingezogenem Chor, Eckrustika und Satteldach, quadratischer Südturm mit Pyramidendach, von Franz Günther, 1935–1937; mit Ausstattung | D-3-72-153-107 | BW                                                                           |
| Rechenmacherweg 3 (Standort)   | Ehemaliges Schulhaus                                                         | Zweigeschossiger und giebelständiger Halbwalmdachbau mit Erker, neubarock, bezeichnet mit 1910 | D-3-72-153-54  | BW                                                                           |
| Spannaglstraße 2 (Standort)    | Ehemaliger Gasthof und Brauerei                                              | Zweigeschossiger Walmdachbau mit zweigeschossigen Bierkellern, 18./19. Jahrhundert | D-3-72-153-53  | BW                                                                           |
| Trübenbachstraße 8 (Standort)  | Waldlerhaus                                                                  | Zweigeschossiger und giebelständiger Flachsatteldachbau mit Blockbau-Obergeschoss, bezeichnet mit 1819 | D-3-72-153-55  | BW                                                                           |

### Regenpeilstein
| Lage                                          | Objekt                                                             | Beschreibung | Akten-Nr.      | Bild           |
| --------------------------------------------- | ------------------------------------------------------------------ | --- | -------------- | -------------- |
| Schlossbergweg 2; Schlossbergweg 4 (Standort) | Burg                                                               | Anlage des 13./14. Jahrhunderts; Bergfried, quadratischer Turm mit Eckquaderung und erhöhtem Spitzbogenzugang, 14. Jahrhundert, umbaut mit Wohnhaus, zweigeschossiger Walmdachbau mit Portal, 18. Jahrhundert, unter Einbeziehung mittelalterlicher Mauern; Reste der Befestigungsmauern auf der Nordwest- und Südseite mit Teilen des Grabens, Granitbruchstein, mittelalterlich; Schlosskapelle St. Jakobus, Saalbau mit eingezogener Apsis, abgewalmtem Steildach und Glockendachreiter, spätbarock, 1737; mit Ausstattung | D-3-72-153-60  | weitere Bilder |
| Zur Klause 14 (Standort)                      | Katholische Nebenkirche zum gegeißelten Heiland, sogenannte Klause | Halbrund schließender Saalbau mit abgewalmtem Satteldach und Dachreiter mit Zwiebelhaube, 1746 | D-3-72-153-102 | BW             |

### Roding am Bahnhof
| Lage                                 | Objekt                                                       | Beschreibung | Akten-Nr.     | Bild |
| ------------------------------------ | ------------------------------------------------------------ | --- | ------------- | ---- |
| Pfarrheideweg 8; Pfarrheideweg 12 () | Ehemalige Kalksandsteinfabrik Roding                         | Fabrikgebäude mit Kesselhaus, Siloturm und freistehendem Schornstein, Satteldachbau mit Anbauten, Kalksandstein mit Holzkonstruktionen, 1908/09 von Röhrig und König, Maschinenfabrik Buckau, Magdeburg, erweitert 1921/22 von Wilhelm Tölke, Nürnberg, 1958 Aufstockung des Siloturms; Schmiede, eingeschossiger Satteldachbau mit Segmentbogenfenstern und Holztor, Kalksandstein, verputzt, um 1920/30; Kohlenschupfen, eingeschossiger Satteldachbau mit Vordach auf Ständerbau um 1910/20; mit Ausstattung | D-3-72-153-95 |      |
| Pfarrheideweg 10 ()                  | Ehemaliges Direktorenwohnhaus der Kalksandsteinfabrik Roding | Eingeschossiger und traufständiger Steilsatteldachbau mit einseitigem Krüppelwalm, holzverschaltem Giebel und Altane, Kalksandstein, Heimatstil, 1921 | D-3-72-153-96 |      |

### Strahlfeld
| Lage                                                                           | Objekt                                                | Beschreibung | Akten-Nr.      | Bild           |
| ------------------------------------------------------------------------------ | ----------------------------------------------------- | --- | -------------- | -------------- |
| Am Hopfengarten; Schellerlhofweg; Hochstraße; Friedersrieder Straße (Standort) | Vier Bildstöcke an den Ortseingängen                  | Geschwungener Umriss mit Aufsatz und Flachsatteldach, Sandstein, barock, bezeichnet mit 1775 und 1776 | D-3-72-153-63  | BW             |
| Am Jägerberg 2; Hofmarkstraße 14a; Hofmarkstraße 16 (Standort)                 | Ehemaliges Schloss, seit 1917 Dominikanerinnenkloster | Ursprünglich Vierflügelanlage, zweigeschossige (Halb-)Walmdachbauten, im Kern 17. Jahrhundert, nach 1703, nach 1804 und später verändert und erweitert; Ehemalige Schloss- und katholische Expositurkirche Hl. Dreifaltigkeit (St. Barbara), Saalbau mit Satteldach, Dachreiter und Rahmengliederungen, wohl 1703; mit Ausstattung; Westlich zweigeschossiger und traufständiger Halbwalmdachbau, neubarock, um 1900 | D-3-72-153-64  | weitere Bilder |
| Am Jägerberg 5 (Standort)                                                      | Ehemaliges Forstdienstgebäude                         | Zweigeschossiger Walmdachbau mit Kniestock, Segmentbogenöffnungen, Eckquaderungen und Gesimsteilungen, Neurenaissance, Ende 19. Jahrhundert | D-3-72-153-65  | BW             |
| Falkatan (Standort)                                                            | Waldkapelle, sogenannte Steinhäufl-Kapelle            | Abgewalmter Satteldachbau mit Firstkreuz und Putzrahmungen, 2. Hälfte 19. Jahrhundert; mit Ausstattung | D-3-72-153-71  | BW             |
| Neuhäuser Straße, südlich vom Kloster (Standort)                               | Figur des hl. Johannes Nepomuk                        | Auf dreiseitigem, reliefiertem Sockel, Granit, 18. Jahrhundert; südlich vom Kloster | D-3-72-153-68  | BW             |
| Strahlfelder Forst (Standort)                                                  | Burgruine Schwärzenberg                               | Reste des Wohnbaus und des westlichen Anbaus, mit Wall-Graben-System, Mitte 13. bis frühes 15. Jahrhundert | D-3-72-153-70  | weitere Bilder |
| Strahlfelder Forst (Standort)                                                  | Ruine Schellerlhof                                    | Mauerzüge des 1792 abgebrannten Hofes, Bruchstein, wohl 14. Jahrhundert | D-3-72-153-101 | BW             |

### Trasching
| Lage                            | Objekt                   | Beschreibung | Akten-Nr.     | Bild |
| ------------------------------- | ------------------------ | --- | ------------- | ---- |
| Hohe-Tannen-Straße 6 (Standort) | Ehemaliges Wohnstallhaus | Eingeschossiger und traufständiger Flachsatteldachbau mit verputztem Blockbau-Kniestock, 18./19. Jahrhundert      | D-3-72-153-74 | BW   |
| Kessellohestraße 3 (Standort)   | Ehemaliges Wohnstallhaus | Eingeschossiger und traufständiger Blockbau mit vorschießendem Flachsatteldach und Kniestock, 17./18. Jahrhundert | D-3-72-153-75 | BW   |

### Unterlintach
| Lage                       | Objekt                                          | Beschreibung | Akten-Nr.     | Bild |
| -------------------------- | ----------------------------------------------- | --- | ------------- | ---- |
| In Unterlintach (Standort) | Katholische Nebenkirche St. Johannes der Täufer | Ursprünglich Getreidespeicher, giebelständiger Halbwalmdachbau mit verschindeltem Blockbau-Obergeschoss, 1. Hälfte des 19. Jahrhunderts, 1974 als Kirche eingerichtet | D-3-72-153-77 | BW   |

### Wetterfeld
| Lage | Objekt                                                     | Beschreibung | Akten-Nr.     | Bild           |
| --- | ---------------------------------------------------------- | --- | ------------- | -------------- |
| An der Lohe 5 (Standort)                                                                                                  | Ehemaliger Amtskasten                                      | Zweigeschossiger und giebelständiger Flachsatteldachbau, Bruchstein, 16./17. Jahrhundert | D-3-72-153-79 | BW             |
| Freiherr-von-Schrenk-Straße (Standort)                                                                                    | Steinkreuz                                                 | In Form des Eisernen Kreuzes, Granit, mittelalterlich; 2013 transloziert (bis dahin an der B 85 beim jetzigen Kreisverkehr über dem Tunnel) | D-3-72-153-90 | Steinkreuz     |
| Freiherr-von-Schrenk-Straße 5 ()                                                                                          | Ehemaliges Pflegamt, sogenanntes Jägerhaus                 | Dreigeschossiger Walmdachbau, 17. Jahrhundert; mit Ausstattung | D-3-72-153-82 |                |
| Im Burghof 2; An der Lohe; Im Burghof; Im Burghof 1; Thalackerweg; An der Lohe 7; Im Burghof 5; Thalackerweg 2 (Standort) | Altes Schloss                                              | Ehemalige Wasserburganlage, 12. /13. Jahrhundert, jetzt großenteils modern überbaut; Brücke über den Burggraben, zweijochige Bogenbrücke, Bruchstein, 15./16. Jahrhundert; Äßeres Tor, zweigeschossiges Torhaus mit Flachsatteldach, Bruchstein, 15./16. Jahrhundert; Inneres Tor mit Abschnitt der inneren Burgmauer, rundbogiger Durchgang, Bruchsteinmauer, mittelalterlich; Burgmauer an der Süd- und Westseite, mit halbrundem Mauerturm, Bruchstein, mittelalterlich; Schlossgraben mit westlicher Futtermauer, Bruchstein, mittelalterlich; Schlossgrabenanlage; Torhaus mit Brücke, 15./16. Jahrhundert | D-3-72-153-84 | weitere Bilder |
| Im Burghof 4 (Standort)                                                                                                   | Katholische Filialkirche St. Ulrich, ehemalige Burgkapelle | Saalbau mit Walmdach und Dachreiter mit Zwiebelhaube, 1518, erweitert 1730, renoviert 1965 und 1987; mit Ausstattung | D-3-72-153-85 | weitere Bilder |
| Reiterweg 1 (Standort) | Stadel                                                     | Giebelständiger Flachsatteldachbau, Bruchstein, 1710 (dendro. dat.) | D-3-72-153-89 | BW             |
| Schloßweg 6; Schloßweg 8 (Standort)                                                                                       | Ehemaliges Neues Schloss                                   | Zweigeschossiger und giebelständiger Satteldachbau mit Erkern, 16./17. Jahrhundert; Rest der Schlossmauer, Bruchstein, 16./17. Jahrhundert | D-3-72-153-88 | BW             |
| St 2040 (Standort) | Figur des hl. Johannes Nepomuk                             | Auf gestuftem Sockel, Sandstein, spätbarock, 18. Jahrhundert | D-3-72-153-1  | weitere Bilder |

### Zenzing
| Lage                  | Objekt                            | Beschreibung | Akten-Nr.     | Bild |
| --------------------- | --------------------------------- | --- | ------------- | ---- |
| In Zenzing (Standort) | Katholische Nebenkirche Herz Jesu | Traufständiger Saalbau mit eingezogener Apsis, Vorzeichen mit Filialgiebel, abgewalmtem Satteldach und Dachreiter mit Zwiebelhaube, Pilastergliederungen, 1913/14; mit Ausstattung | D-3-72-153-91 | BW   |

### Zimmering
| Lage                    | Objekt                                | Beschreibung                                                                                               | Akten-Nr.     | Bild |
| ----------------------- | ------------------------------------- | --- | ------------- | ---- |
| In Zimmering (Standort) | Doppelbackofen                        | Giebelständiger Satteldachbau, wohl 19. Jahrhundert                                                        | D-3-72-153-93 | BW   |
| In Zimmering (Standort) | Katholische Nebenkirche Maria Königin | Giebelständiger Saalbau mit eingezogener Apsis, abgewalmtem Satteldach und Giebelturm, bezeichnet mit 1872 | D-3-72-153-92 | BW   |

## Ehemalige Baudenkmäler
In diesem Abschnitt sind Objekte aufgeführt, die früher einmal in der Denkmalliste eingetragen waren, jetzt aber nicht mehr. Objekte, die in anderem Zusammenhang – also z. B. als Teil eines Baudenkmals – weiter eingetragen sind, sollen hier nicht aufgeführt werden. Aktennummern in diesem Abschnitt sind ehemalige, jetzt nicht mehr gültige Aktennummern.

| Lage                         | Objekt          | Beschreibung                                               | Akten-Nr.     | Bild |
| ---------------------------- | --------------- | ---------------------------------------------------------- | ------------- | ---- |
| Perlbachstraße 25 (Standort) | Ehemalige Mühle | Zweigeschossiger und traufständiger Satteldachbau, um 1900 | D-3-72-153-76 | BW   |